# A.S. Neill
Alexander Sutherland Neill [ni:l], född 17 oktober 1883, död 23 september 1973, var en brittisk (skotsk) reformpedagog, som utifrån psykoanalytiska teorier formade ett pedagogiskt program med långtgående frihet för eleverna. Neills skola Summerhill i Suffolk besöktes av pedagoger från många delar av världen. Eleverna fick i stort själva utforma regler för studierna och för skolans användning, enligt Neill för att de själva skulle skapa och tillämpa sociala normer. I sina böcker, till exempel That Dreadful School (1937, "Min förskräckliga skola"), diskuterade Neill bland annat vad han kallade problembarn, problemföräldrar och problemlärare.